# Kiril Milov
Kiril Milenov Milov (en búlgaro: Кирил Миленов Милов; Dupnitsa, 27 de enero de 1997) es un deportista búlgaro que compite en lucha grecorromana.
Ganó dos medallas de plata en el Campeonato Mundial de Lucha, en los años 2018 y 2022, y cinco medallas en el Campeonato Europeo de Lucha entre los años 2019 y 2025.
Participó en dos Juegos Olímpicos de Verano, en los años 2020 y 2024, ocupando el octavo lugar en Tokio 2020, en la categoría de 97 kg.

## Palmarés internacional
| Campeonato Mundial | Campeonato Mundial      | Campeonato Mundial | Campeonato Mundial |
| Año                | Lugar                   | Medalla            | Categoría          |
| ------------------ | ----------------------- | ------------------ | ------------------ |
| 2018               | Budapest (Hungría)      | Medalla de plata   | 97 kg              |
| 2022               | Belgrado (Serbia)       | Medalla de plata   | 97 kg              |
| Campeonato Europeo |                         |                    |                    |
| Año                | Lugar                   | Medalla            | Categoría          |
| 2019               | Bucarest (Rumania)      | Medalla de plata   | 97 kg              |
| 2022               | Budapest (Hungría)      | Medalla de oro     | 97 kg              |
| 2023               | Zagreb (Croacia)        | Medalla de plata   | 97 kg              |
| 2024               | Bucarest (Rumania)      | Medalla de bronce  | 97 kg              |
| 2025               | Bratislava (Eslovaquia) | Medalla de oro     | 97 kg              |